# Łungaczi (stacja kolejowa)
Łungaczi (ros. Лунгачи) – stacja kolejowa w miejscowości Łungaczi, w rejonie wołchowskim, w obwodzie leningradzkim, w Rosji. Położona jest na linii Wołchow - Murmańsk.
Od stacji odchodzi bocznica do zakładów przemysłowych w Siaśstroju.